# Der Mann ohne Gesicht (1948)
Der Mann ohne Gesicht ist ein US-amerikanischer Abenteuerfilm aus dem Jahr 1948 von Robert Florey mit Dick Powell, Märta Torén und Vincent Price in den Hauptrollen. Der Film wurde von Universal-International Pictures produziert.

## Handlung
Nach dem Ende des Zweiten Weltkrieges sind die US-Behörden auf der Suche nach den letzten flüchtigen Nazi-Offizieren. Der Agent Whit Corbett soll Martin Bruener aufspüren, von dem es keine Fotos gibt. Corbett nimmt Brueners Spur auf, die ihn ins französische Indochina führt. Da sich viele Nazis in die französische Fremdenlegion eingeschrieben haben, lässt sich auch Corbett rekrutieren. Im Zug nach Saigon lernt er Mark van Ratten kennen, ein Deutscher, der sich als niederländischer Kunsthändler ausgibt. Auch Bruener befindet sich im Zug, der sich als ehemaliger Soldat Carl Reicher ausgibt. Van Ratten ahnt, dass Reicher/Bruener kein einfacher Soldat war und warnt ihn davor, dass die Fremdenlegion alle diejenigen aussortiert, die mit der SS in Verbindung standen. Er schickt Bruener zu einem Mann, der das eintätowierte SS-Zeichen entfernen kann.
In einer von Fremdenlegionären besuchten Bar trifft Bruener auf seinen ehemaligen Untergebenen Leutnant Erich Heindorf, den er warnt, seine Identität zu enthüllen. In der Bar lernt Corbett die Sängerin Lili Maubert kennen, eine französische Agentin, die ihn zum französischen Verbindungsoffizier Colonel Mauclaire bringt. Mauclaire gibt Corbett ein Foto von SS-Offizieren, unter ihnen Bruener, der jedoch mit dem Rücken zur Kamera sitzt. Im Militärarchiv findet Corbett einen der abgebildeten Offiziere, Leutnant Heindorf.
Da die vietnamesischen Untergrundkämpfer ständige Angriffe auf französische Einrichtungen ausführen, werden sowohl Corbett als auch Bruener ohne Fragen in die Legion aufgenommen. Lili findet heraus, das van Ratten heimlich Waffen und Ausrüstung an die Rebellen liefert. Als Heindorf um Versetzung bittet, ahnt Corbett, dass Bruener in der Nähe sein muss und will den Leutnant verhören. Noch vor dem geplanten Verhör werden die Legionäre auf eine Mission geschickt, bei der sie angegriffen und umzingelt werden. Heindorf versucht zu fliehen, wird jedoch von Bruener in den Rücken geschossen und von den Rebellen abtransportiert. Corbett gelangt ins Rebellenlager und kann Heindorf befragen.
Bruener ahnt, dass Corbett ihm auf der Spur ist und will von van Ratten neue Papiere erhalten, um Indochina verlassen zu können. Als Bezahlung bietet er ihm Werkzeuge, die aus Platin gemacht wurden, an. Van Ratten enthüllt ihm, dass er wisse, wer er sei.
Bruener tötet van Ratten und versucht zu fliehen. Heindorf hat in der Zwischenzeit Brueners Identität enthüllt. Corbett kann Bruener stellen und nach einem erbitterten Kampf festnehmen. In Deutschland wird Bruener vor Gericht gestellt und zum Tode verurteilt. Corbett kehrt, begleitet von Lili, in seine Heimat Nebraska zurück.

## Produktion

### Hintergrund
Gedreht wurde der Film von Anfang April bis Ende Mai 1948 in den Universal-Studios in Universal City.
Die in der Eröffnungssequenz gezeigte Verbrennung von Adolf Hitler und Eva Braun wurde anhand von Fotografien gefertigt, die Art Director Gabriel Scognamillo während seiner Dienstzeit als Nachrichtendienst-Offizier bei der US-Armee in Berlin gemacht hatte. Weitere Hilfe gab es von Hitlers Chauffeur Emil Maurice, der die Szenerie beschrieb. Ein Sprecher beschrieb bei Wochenschauberichten über die Nürnberger Prozesse die Verhandlungen, die Angeklagten und die Urteile.
Die Figur des Martin Bruener ist inspiriert durch die drei Jahre andauernde Suche nach dem Nazi-Funktionär Martin Bormann.
Für Hintergrundinformationen stellte Charles Boyer Akten seiner French Research Foundation zur Verfügung.

### Stab
Bernard Herzbrun und Gabriel Scognamillo oblag die künstlerische Leitung. Russell A. Gausman und Oliver Emert waren für das Szenenbild zuständig, Orry-Kelly für die Kostüme, Bud Westmore für das Maskenbild. Verantwortliche Toningenieure waren Leslie I. Carey und Richard DeWeese.

### Besetzung
In kleinen nicht im Abspann erwähnten Nebenrollen traten John Doucette, Barry Norton und Victor Sen Yung auf.

### Musik
Die im Film gespielten Stücke Who Can Tell (Not I) und Just for Awhile wurden von Serge Walter komponiert. Jack Brooks schrieb die englischen Texte, Walter Jurmann die deutschen.

## Synchronisation
Die deutsche Synchronfassung entstand 1954 im Auftrag der Berliner Synchron GmbH Wenzel Lüdecke unter der Dialogregie von Albert Baumeister nach einem Dialogbuch von Fritz A. Koeniger.
| Rolle                       | Schauspieler    | Deutscher Synchronsprecher |
| --------------------------- | --------------- | -------------------------- |
| Whit Corbett                | Dick Powell     | Klaus Miedel               |
| Lili Maubert                | Märta Torén     | Sigrid Lagemann            |
| Mark van Ratten             | Vincent Price   | Friedrich Joloff           |
| Martin Bruener/Carl Reicher | Stephen McNally | Curt Ackermann             |
| Col. Mauclaire              | Edgar Barrier   | Martin Held                |
| Erich Heindorf              | Henry Rowland   | Paul Edwin Roth            |
| Cobb                        | James Millican  | Heinz Giese                |

## Veröffentlichung
Die Premiere des Films fand am 28. September 1948 statt. In der Bundesrepublik Deutschland kam er am  20. Juli 1954 in die Kinos, in Österreich im September 1954.

## Kritiken
Das Lexikon des internationalen Films schrieb: „Ursprünglich ein amerikanischer Anti-Nazi-Film; später vom Verleih in Richtung Abenteuerfilm umproduziert und in der Tendenz verändert.“
Der Kritiker der The New York Times beschrieb den Film als lebhaft und mit gutem Willen gemacht. Florey und Buckner seinen nicht besonders fantasievoll, aber sie haben den Film einigermaßen wirksam gemacht.
Bob Thomas bezeichnete den Film im Santa Cruz Sentinel als Mittelgewichts-Material für Dick Powell.